# Kewalpur
Kewalpur (nep. केवलपुर) – gaun wikas samiti w środkowej części Nepalu w strefie Bagmati w dystrykcie Dhading. Według nepalskiego spisu powszechnego z 2001 roku liczył on 1011 gospodarstw domowych i 5766 mieszkańców (2876 kobiet i 2890 mężczyzn).